# John David Vanderhoof

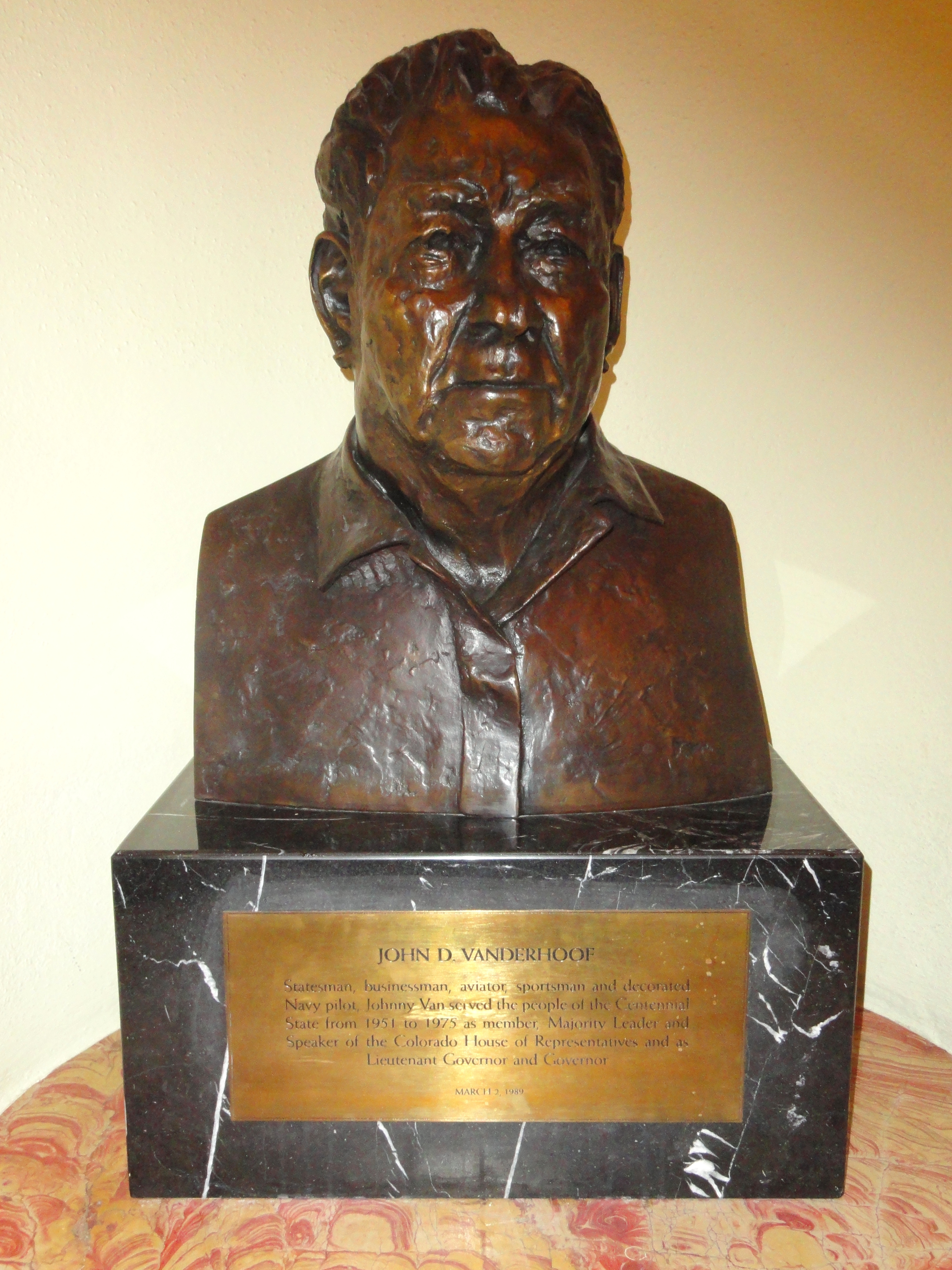
En bysk av John David Vanderhoof i Colorado.

John David Vanderhoof, född 27 maj 1922 i Rocky Ford, Colorado, död 19 september 2013 i Glenwood Springs, Colorado, var en amerikansk republikansk politiker. Han var guvernör i delstaten Colorado 1973-1975.
Vanderhoof studerade vid Glendale College. Han deltog sedan i andra världskriget som pilot i USA:s flotta. Han sålde efter kriget idrottsredskap i Glenwood Springs.
Vanderhoof var viceguvernör i Colorado 1971-1973. Han efterträdde 1973 John Arthur Love som guvernör. Han besegrades sedan i guvernörsvalet i Colorado 1974 av demokraten Richard Lamm.